# 四平站
四平站位于中华人民共和国吉林省四平市鐵西區英雄大路，经过铁路有京哈铁路、四梅铁路及平齐铁路，是四梅铁路、平齐铁路的起点车站。车站隶属于中国铁路沈阳局集团直属管辖的一等站，主要担当京哈铁路、平齐铁路、四梅铁路直达、直通、区段、摘挂列车及小运转列车的改编、解体、编组工作，同时负责四平市及周边地区旅客和货物运输任务。

## 历史
1898年（清光绪二十四年）沙俄修建东清铁路南满洲支线时，从长春向南每隔30公里设置一站地，经范家屯、公主陵（岭）、郭家店到今四平为第五站，故俗称四平为“五站”。车站始建于1900年8月，当时站内设有3条股道，轨距为1524毫米。1902年，旅顺口——四平街——公主岭段建成通车，车站建成启用。1903年（清光绪二十九年）7月长大支线全线通车后，沙俄将“五站”定名为“四平街站”。
日俄战争后，日俄在四平街站签订了《日俄两军撤兵手续及铁道线路引渡协定》。此后，长春至旅大铁路地区为日本势力范围，中东铁路长大支线改称南满铁路。长哈铁路以北仍为沙俄势力范围。1906年，日本成立“南满洲铁道株式会社”，统管本站站场设施及附属地。5月31日起车站轨距改为1067毫米。1908年5月23日又改为1435毫米。
1917年2月15日平齐铁路四洮段通车后，满铁于1918年修建满铁和四洮铁路共用的新站房，1920年建成投用。新站房部分区域批租给四洮铁路局，作为客票、行李、包裹和电报用途。1925年站内配线增至16条、车辆检修线5条；同时满铁在车站以北约1.7千米处修建了能容纳24台机车的扇形机车库，建筑面积约8900平方米。该建筑采用折衷主义的设计理念，库内有洗修线、架修线和转盘，库外有机车整备作业线等。该建筑为中东铁路南满支线现存的唯一保存完好的机车修理库。
1931年满洲国成立后，四洮铁路局设施均归满铁所有。1933年连京线铁岭至四平间复线开通，旅客列车配线增到17条；同时南部新设南运转场，铺设9条股道。1937年新建旅客第二站台，1938年又将南运转场向南移300米，长大下行站线由12条增至16条、新设上行站线16条；同时修建旅客第三站台。
在1947年6月国共四平战役中，车站站房和战场设施均遭破坏：至1948年南运转场只剩3条正线。至1948年年底恢复南运转场站线上线12条、下线13条，1949年修复车站站房。1955年扩建南运转场，上行场和下行场站线均为18条。
1962年11月10日，在原候车室北部动工接建平齐、平梅候车室，面积786平方米，1963年1月19日竣工。然而，车站站房在文化大革命期间于1967年9月15日的武斗中被烧毁，导致铁路运输中断14天。1968年重建车站总面积6335平方米站房，其中候车室候车室1794平方米。
1978年5月四平站下行场扩建工程开工，增建34条股道，1984年11月竣工：下行系统建成二级三场；上行场于1986年10月开始施工。1988年5月上行场南半场开通。10月完全开通。下行场于1995年分期完成投入使用:59,77,370。
新站房在2004年落成，位于吉林省南端与辽宁省的交界处。
自2012年12月1日起，由于哈大高铁开通，原有沈阳北站始发至哈尔滨站、长春站、吉林站；长春站始发至北京站、沈阳北站；哈尔滨站始发至北京站、天津站、沈阳北站、山海关站；吉林站始发至沈阳北站、北京等站的“和谐号”动车组改由四平东站停靠到发。

## 车站结构

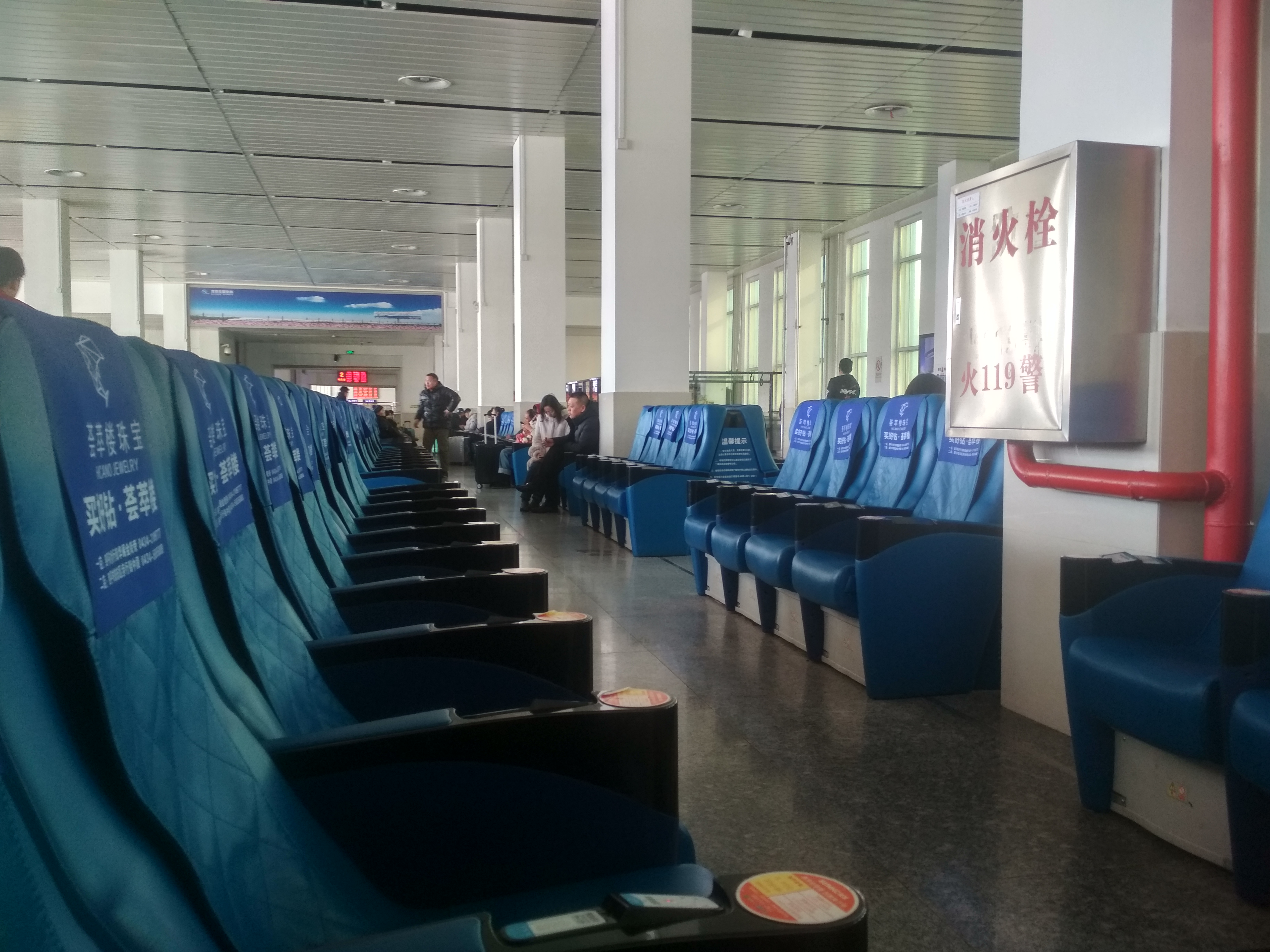
一号候车大厅

四平站位居京哈通道的要冲，于京哈、平齐、四梅线交汇点，站中心线位于京哈线自北京起点887.89公里处，是进关车流“分水岭”。车站站场场型为双向混合式二级七场，分为上行系统、下行系统和客场。其中上下行系统各设有到达场、直通场和编发场，全站配备调车机6台。

### 南运转场
下行到达场和下行直通场在南运转场南侧并列布置，均位于京哈正线左侧（西侧），两场分别设有7条和4条到发线。四梅乙线（进场线）从南咽喉引入；平齐甲线从车站西北侧经客场3道、下行编发场后，和四梅乙线在下行到达场和下行直通场间贯通。
京哈铁路正线中穿南运转场，分割出上、下行系统。左侧（西侧）为下行系统的编发场，由内而外分别为京哈下行正线、下行直通场发车走行线、四梅客车通过线和下行编发场17条调车线；右侧（东侧）为上行系统的直通场和编发场，由内而外分别为京哈上行正线、4条直通场到发线、1条机走线、2条交接线和22条编发场调车线。四梅甲线从上行直通场南咽喉（尾部）引出，和平齐乙线贯通。

### 北运转场
四平站客场和上行到达场并列布置，位于站场北侧。其中客场设有8条到发线（含2条京哈正线中穿、3条货运列车通过线）和2条机走线，配备3座旅客站台；平齐铁路甲线从西北侧外包机务段引入客运车场3道；客场东侧为上行到达场，设有5条股道，平齐乙线从西北下穿京哈双线后从于上行线东侧引入上行到达场。
车站货场位于铁东区民主路25号，设集装箱货区、物流基地货区内，有货物线4条、2个物流基地站台。货场主要办理粮食等袋装货物、集装箱到发等铁路运输业务。

## 下辖车站
车站为沈阳局集团下辖的直属一等站，担负着经过线路客货列车的接发、货物列车的编解，以及四平市及周边地区旅客运输任务；此外下辖泉沟站、平东站和四平东站。